# Horst Stockhausen
Horst Stockhausen (* 13. Januar 1944 in Opladen) ist ein ehemaliger deutscher Fußballspieler. Er spielte auf der Position des Mittelfeldspielers. In der zweitklassigen Fußball-Regionalliga West hat er von 1963 bis 1974 insgesamt 241 Ligaspiele absolviert und 28 Tore erzielt. Nach der Vizemeisterschaft 1969/70 mit Arminia Bielefeld hat Stockhausen in der Fußball-Bundesliga 1970/71 für Bielefeld 30 Ligaspiele (2 Tore) bestritten.

## Laufbahn

### Spieler
In der Jugend brachte es Stockhausen unter Verbandstrainer Heinz Murach in die westfälische Jugendauswahl. Sein Heimatverein war der SV Langenfeld, von dort ging er zu Bayer 04 Leverkusen, bevor er bei Fortuna Düsseldorf landete. Im Seniorenbereich spielte er von 1963 bis 1965 mit Fortuna Düsseldorf in der Fußball-Regionalliga West. Unter Trainer Kuno Klötzer debütierte er am 20. Oktober 1963 bei einem 1:0-Auswärtserfolg bei Duisburg 48/99 auf Linksaußen in der zweitklassigen Regionalliga West. Am Rundenende hatte Stockhausen 21 Ligaspiele mit sechs Toren an der Seite von Mitspielern wie Hans-Josef Hellingrath, Karl Hoffmann, Peter Meyer, Reinhold Straus und Hermann Straschitz absolviert. Fortuna Düsseldorf belegte den dritten Rang. Diesen Rang belegte Fortuna auch 1964/65, jetzt hatte Stockhausen aber nur noch 13 Einsätze mit einem Tor erreicht und wechselte deshalb zur Saison 1965/66 zum Ligakonkurrenten Wuppertaler SV. Mit der Elf vom Stadion am Zoo rangierte er in seiner ersten Saison unter Trainer Alfred Preißler und Mitspielern wie Emil Meisen, Manfred Reichert und Günter Augustat auf dem fünften Rang. Stockhausen hatte 29 Ligaspiele (2 Tore) absolviert. Nach seinem zweiten Jahr, 1966/67, er hatte 30 Spiele mit vier Toren für den WSV absolviert, schloss er sich zur Saison 1967/68 Arminia Bielefeld an.
Zur Mannschaft von Trainer Hans Wendlandt waren neben Stockhausen auch noch Spieler wie Heinz-Dieter Lömm, Uwe Kleina, Norbert Leopoldseder und Ulrich Braun gekommen. Stockhausen absolvierte für das Team von der Bielefelder Alm 26 Ligaspiele und der DSC belegte mit Torjäger Ernst Kuster den vierten Rang. Am 17. September 1967, beim 5:1-Heimerfolg gegen seinen vorherigen Verein Wuppertaler SV, hatte Stockhausen für den DSC in der Regionalliga debütiert. Die Arminen hatten in der Angriffsformation mit Dietmar Erler, Ulrich Braun, Ernst Kuster, Bernd Kirchner und Stockhausen dem WSV vor 12.000 Zuschauern insbesondere in der zweiten Halbzeit keine Chance gelassen. Im zweiten Bielefelder Jahr, 1968/69, verbesserte er seine persönliche Bilanz auf 27 Einsätze mit sechs Toren, aber der DSC platzierte sich lediglich auf dem siebten Rang.
Mit der Arminia gelang ihm in der Spielzeit 1969/70 der Aufstieg in die Bundesliga. Im November 1969 war Trainer Wendlandt von Egon Piechaczek abgelöst worden. Bielefeld erreichte hinter dem VfL Bochum die Vizemeisterschaft, Stockhausen war in 30 von 34 Ligaspielen aufgelaufen und hatte fünf Tore für den DSC erzielt, und zog damit in die Bundesligaaufstiegsrunde ein. Dort traf Arminia in einer Fünfergruppe auf Tennis Borussia Berlin, den VfL Osnabrück, Karlsruher SC und den SV Alsenborn. Stockhausen bildete zusammen mit Gerd Knoth die Mittelfeld-Achse und brachte den Angriff mit Gerd Roggensack, Kuster, Braun und Leopoldseder oftmals gut ins Spiel. Mit einem 2:0 bei Tennis Borussia besiegelte Bielefeld am 27. Juni 1970 den Bundesligaaufstieg. Kuster und Stockhausen zeichneten sich dabei als Torschützen aus. In der Aufstiegsrunde hatte Stockhausen alle acht Spiele bestritten und zwei Tore erzielt.
Der Mittelfeldspieler absolvierte in der Saison 1970/71 alle 34 Bundesligaspiele und erzielte dabei zwei Tore und ein Eigentor. Bielefeld belegte den 14. Rang. Im Nachgang war diese Runde durch den sogenannten Bundesligaskandal überaus belastet und Bielefeld gehörte zu den bestraften Vereinen.
Zur Saison 1971/72 wechselte er zum Regionalligaaufsteiger VfL Klafeld-Geisweid 08. An der Seite von Mitspielern wie Reza Adelkhani, Gerd vom Bruch, Hans Grieger und Peter Sichmann konnte er aber den sofortigen Abstieg als Tabellenletzter mit 14:54 Punkten nicht verhindern. Stockhausen hatte 33 Regionalligaspiele absolviert und zwei Tore erzielt. Ab 1972 agierte er als Spielertrainer beim OSC Solingen bzw. dem Fusionsverein Union Solingen. Mit Union Ohligs belegte er in der letzten Saison der alten zweitklassigen Regionalliga West 1973/74 den 15. Rang und hatte nochmals 32 Spiele mit zwei Toren an der Seite von Mitspielern wie Gerd Knoth, Manfred Kreis, Jürgen Lehr, Werner Lenz und Reinhold Nordmann absolviert. Für Union Solingen lief Stockhausen in der Saison 1975/76 auch noch in der 2. Fußball-Bundesliga in 30 Ligaspielen mit einem Tor auf. Im Sommer 1976 wechselte Stockhausen als Trainer zum Niedersächsischen Fußballverband.

### Verbandstrainer
Ab dem 1. August 1976 wurde Horst Stockhausen Verbandstrainer beim Niedersächsischen Fußballverband (NFV). Er sammelte für den Verband die meistern Länderpokaltitel. Unter seiner Regie triumphierten 1981 die B-Junioren, 1986 die Schüler, 1994 die Mädchen und 1996 die U 19-Frauen. Stockhausen war gelernter Industriekaufmann, der vor seinem Einstieg ins Trainergeschäft als Büroleiter in einem medizinischen Großhandel arbeitete und an Schulen Sport unterrichtete. Seit 2008 ist er in Rente.

## Erfolge
Arminia Bielefeld
- Aufstieg in die Bundesliga: 1970

SG Union Ohligs/SG Union Solingen
- 2× Meister der Verbandsliga und Aufstieg in die Regionalliga bzw. 2. Bundesliga: 1973, 1975